# Sofia Ceccarello
Sofia Ceccarello (Lugo, 2 de diciembre de 2002) es una deportista italiana que compite en tiro, en la modalidad de rifle.
En los Juegos Europeos de Cracovia 2023 consiguió una medalla de bronce en la prueba de rifle 10 m. Ganó tres medallas en el Campeonato Europeo de Tiro, en los años 2021 y 2023.

## Palmarés internacional
| Juegos Europeos    | Juegos Europeos     | Juegos Europeos   | Juegos Europeos         |
| Año                | Lugar               | Medalla           | Prueba                  |
| ------------------ | ------------------- | ----------------- | ----------------------- |
| 2023               | Breslavia (Polonia) | Medalla de bronce | Rifle 10 m mixto        |
| Campeonato Europeo |                     |                   |                         |
| Año                | Lugar               | Medalla           | Prueba                  |
| 2021               | Osijek (Croacia)    | Medalla de oro    | Rifle 3 posiciones 50 m |
| 2021               | Osijek (Croacia)    | Medalla de bronce | Rifle 10 m              |
| 2023               | Tallin (Estonia)    | Medalla de bronce | Riflo 10 m mixto        |